# سیارک ۲۲۸۴۸
سیارک ۲۲۸۴۸ (به انگلیسی: 22848 Chrisharriot، نامگذاری:1999RJ125) بیست و دو هزار و هشتصد و چهل و هشتمین سیارک کشف شده‌است که در ۹ سپتامبر ۱۹۹۹ کشف شد.
قدر مطلق سیارک برابر ۱۲.۹ است.